# Chiesa di Sant'Anna (Varese Ligure)
La chiesa di Sant'Anna è un luogo di culto cattolico situato nella frazione di Valletti nel comune di Varese Ligure, in provincia della Spezia. L'edificio è sede della parrocchia omonima della diocesi della Spezia-Sarzana-Brugnato.

## Storia e descrizione
Anticamente dedicata a san Vincenzo, e sottoposta alla giurisdizione parrocchiale di San Pietro di Comuneglia, fu smembrata da quest'ultima con il breve pontificio di papa Innocenzo XII del 17 gennaio 1695.
Intitolata da quella data a sant'Anna e facente parte della diocesi chiavarese, subì nel 1915 un sostanziale ampliamento e altri lavori di restauro, abbellimento e affrescatura dopo la seconda guerra mondiale.
Il 26 luglio 1950 il sito venne eletta a prevostura e al titolo di santuario diocesano dal vescovo di Chiavari Francesco Marchesani.